# Hans Todt
Hans Todt, zeitgenössisch auch Hannß Todt u. ä., war ein führender kursächsischer Beamter. Er ist in den Jahren zwischen 1558 und 1571 als Amtsschösser bzw. Amtsverwalter des Amtes Schwarzenberg nachweisbar, nachdem er 1558 Amtsverweser in Schneeberg und Schwarzenberg war.

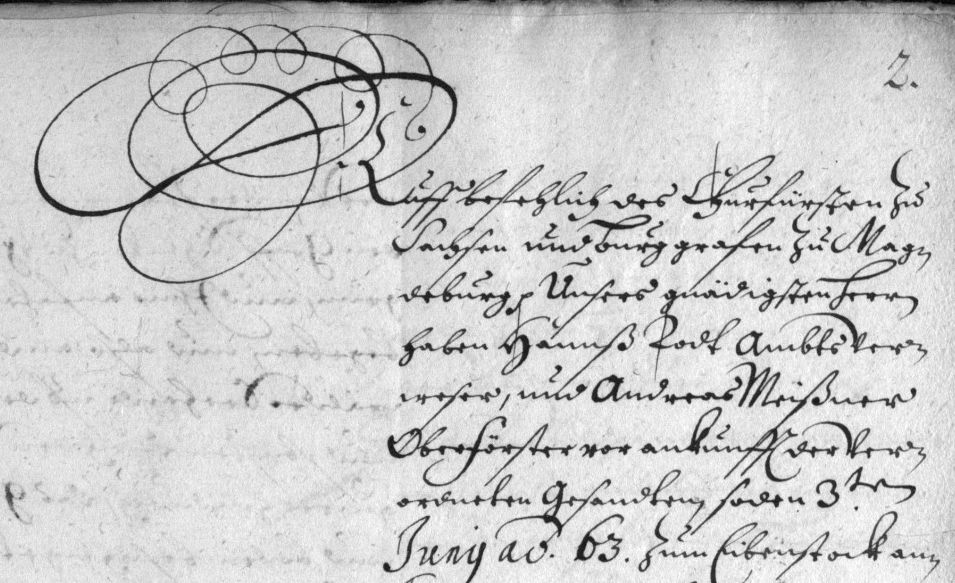
Erwähnung von Hans Todt mit Bezug zu 1563 und Kurfürst August von Sachsen in einem Bericht aus dem 18. Jahrhundert

## Tätigkeit
Er war als Amtsverwalter beispielsweise persönlich zugegen, als 1571 das Grundstück für die neue Glashütte von Sebastian Preißler in Oberjugel abgesteckt worden ist. In einem Bericht an den Kurfürsten vom Juni 1563 wegen des Kaufs von Neustädtel bei Schneeberg sowie der beiden Dörfer Schönheide und Stützengrün, die Balthasar Friedrich Edler von der Planitz einschließlich großer bis zur böhmischen Grenze reichender Wälder dem Kurfürsten August zu Kauf angeboten hatte, bezeichnet sich Hans Todt zu Beginn des Berichts als Amtsverweser und in der Unterschrift als Amtsverwalter.

## Sonstiges
Während der Amtszeit Hans Todts oder kurz vorher wurde für das Amt Schwarzenberg die Forst- und Holtz-Ordnung des Kurfürsten August zu Sachsen vom 8. September 1560 erlassen. Sie war nicht nur eine Anweisung an die örtliche Verwaltung, sondern regelte für Untertanen verbindlich die Waldnutzung, die Abgrenzung von Gebieten und andere Sachverhalte. Sie nennt zwar einzelne Amtsinhaber, so den Jägermeister des gebürgischen Creyses Cornelien von Rüxleben, und zahlreiche Untertanen mit Namen. Der Amtmann von Schwarzenberg wird jedoch nur in seiner Funktion, nicht aber namentlich erwähnt. 
Der Besitzer des Freigutes Albernau war sein Schwager.